# Joe Pace
Joe Pace (ur. 18 grudnia 1953 w New Brunswick) – amerykański koszykarz, występujący na pozycji środkowego, mistrz NBA z 1978 roku.
8 sierpnia 1978 podpisał umowę z Boston Celtics, jako wolny agent. Nie rozegrał żadnego spotkania sezonu regularnego w barwach zespołu.
W marcu 1980 roku był hospitalizowany z powodu przedawkowania narkotyków. Jedenaście dni później zostały mu postawione zarzuty posiada, dystrybucji oraz zażywania narkotyków. Kara 20 miesięcy pozbawienia wolności została mu zawieszona.
Przez wiele lat po zakończeniu kariery sportowej był bezdomnym.

## Osiągnięcia
College
- Mistrz NAIA (1976)[3]
- Wicemistrz NAIA (1973)
- MVP turnieju NAIA (1976)[4]
- Zaliczony do Galerii Sław Sportu uczelni Coppin State (2012)[5]

NBA
- Mistrz NBA (1978)[6]

Inne
- Lider ligi włoskiej w blokach (1980)